# Picot pitnegre amazònic
El picot pitnegre amazònic (Celeus occidentalis) és una espècie d'ocell de la família dels pícids (Picidae) que habita la selva humida de les terres baixes del sud-est de Colòmbia, nord de Bolívia i el Brasil.
 Ha estat considerat una subespècie de Celeus torquatus.